# 緑区 (横浜市)
緑区（みどりく）は、横浜市を構成する18行政区のうちの一つである。

## 地理
区域は鶴見川流域に沿って東西に細長い。中央を鶴見川やJR横浜線が東西に横断している。鶴見川流域は平地であるが、南側は丘陵地となり住宅地が多く、旭区に隣接する。北側は緑産業道路である都市計画道路川崎町田線に沿って工業団地となっている。JR横浜線や都市計画道路山下長津田線に沿って住宅地や団地が広がるが、南側丘陵部は近年宅地化された新興分譲地も多い。鶴見川と恩田川合流地点から上流は市内でも珍しい広大な農業用地となっており、稲作や梨生産が見られる。
- 河川：鶴見川（谷本川）、恩田川
- 山：高尾山 - 区内最高峰。

## 歴史

### 年表
- 1939年（昭和14年）4月 - 都筑郡を横浜市へ編入し、神奈川区のうち大綱地区・日吉地区・師岡地区・城郷地区の小机・鳥山・岸根と、都筑郡のうち[注釈 1]新治村（現緑区・保土ケ谷区）・田奈村（現緑区・青葉区・瀬谷区）・川和町（現都筑区）・中里村（現緑区・青葉区）・山内村（現青葉区・都筑区）・中川村（現都筑区）・新田村（現港北区）をもって港北区とする（都筑郡の消滅）。
- 1969年（昭和44年）10月1日 - 港北区川和支所管内（新治[注釈 2]・田奈・川和・中里・山内地区）を緑区とし、港北区より分区して成立。区庁舎は旧港北区川和支所を使用。
- 1972年（昭和47年）4月 - 寺山町に区庁舎を移転。
- 1977年（昭和52年）9月27日 - 緑区荏田町（現・青葉区荏田北）の住宅地に、米軍のジェット機（ファントム）が墜落。⇒横浜米軍機墜落事件
- 1980年（昭和55年）3月31日 - 長津田町・瀬谷区瀬谷町・旭区上川井町の一部より瀬谷区卸本町を新設する。
- 1986年（昭和61年） - 緑区北部支所を市ケ尾町に開設。分区準備期間に入る（山内・中里・田奈地区。これにより山内支所を閉鎖）。
- 1994年（平成6年） - 区の北部を青葉区・都筑区へ分区し、現在の区域となる。

### 区名の由来
緑区は典型的な瑞祥地名である。公募により最も投票数の多い緑区に決定した。
| 順位 | 区名   | 応募数 |
| ---- | ------ | ------ |
| 1位  | 緑区   | 49     |
| 2位  | 北区   | 41     |
| 3位  | 川和区 | 21     |
| 4位  | 都筑区 | 17     |
| 5位  | 青葉区 | 16     |
| 6位  | 多摩区 | 13     |
| 7位  | 北浜区 | 12     |
| 8位  | 田園区 | 10     |
| 8位  | 港西区 | 10     |
| 10位 | 昭和区 | 8      |

## 人口
- 1970年　147,156
- 1975年　236,251
- 1980年　289,766
- 1985年　365,934
- 1990年　426,663
- 1995年　148,498
- 2000年　158,159
- 2005年　169,831
- 2010年　177,631
- 2015年　180,366

## 町名
緑区内では、一部の区域で住居表示に関する法律に基づく住居表示が実施されている。町区域設定前及び住居表示実施前の町名等欄で下線がある町名はその全部、それ以外はその一部であり、その町名の末尾に数字がある場合には丁目を表す。
| 町名                 | 町名の読み           | 町区域設定年月日 | 住居表示実施年月日 | 町区域設定前の町名など             | 住居表示実施前の町名など |
| -------------------- | -------------------- | ---------------- | ------------------ | ---------------------------------- | ------------------------ |
| 長津田みなみ台一丁目 | ながつたみなみだい   | 2005年1月17日    | 未実施             | 長津田町                           |                          |
| 長津田みなみ台二丁目 | ながつたみなみだい   | 2005年1月17日    | 未実施             | 長津田町                           |                          |
| 長津田みなみ台三丁目 | ながつたみなみだい   | 2005年1月17日    | 未実施             | 長津田町                           |                          |
| 長津田みなみ台四丁目 | ながつたみなみだい   | 2005年1月17日    | 未実施             | 十日市場町、長津田町               |                          |
| 長津田みなみ台五丁目 | ながつたみなみだい   | 2005年1月17日    | 未実施             | 長津田町                           |                          |
| 長津田みなみ台六丁目 | ながつたみなみだい   | 2005年1月17日    | 未実施             | 十日市場町、長津田町               |                          |
| 長津田みなみ台七丁目 | ながつたみなみだい   | 2005年1月17日    | 未実施             | 十日市場町、長津田町、いぶき野     |                          |
| 鴨居町               | かもいちょう         | 1939年4月1日     | 未実施             |                                    |                          |
| 竹山一丁目           | たけやま             | 1972年9月6日     | 未実施             | 鴨居町                             |                          |
| 竹山二丁目           | たけやま             | 1972年9月6日     | 未実施             | 鴨居町                             |                          |
| 竹山三丁目           | たけやま             | 1972年9月6日     | 未実施             | 鴨居町                             |                          |
| 竹山四丁目           | たけやま             | 1972年9月6日     | 未実施             | 鴨居町                             |                          |
| 東本郷町             | ひがしほんごうちょう | 1939年4月1日     | 未実施             |                                    |                          |
| 東本郷一丁目         | ひがしほんごう       | 1988年7月25日    | 1988年7月25日      | 東本郷町                           | （同左）                 |
| 東本郷二丁目         | ひがしほんごう       | 1988年7月25日    | 1988年7月25日      | 東本郷町                           | （同左）                 |
| 東本郷三丁目         | ひがしほんごう       | 1988年7月25日    | 1988年7月25日      | 東本郷町、神奈川区菅田町           | （同左）                 |
| 東本郷四丁目         | ひがしほんごう       | 1988年7月25日    | 1988年7月25日      | 東本郷町                           | （同左）                 |
| 東本郷五丁目         | ひがしほんごう       | 1988年7月25日    | 1988年7月25日      | 東本郷町、港北区小机町             | （同左）                 |
| 東本郷六丁目         | ひがしほんごう       | 1988年7月25日    | 1988年7月25日      | 東本郷町                           | （同左）                 |
| 白山一丁目           | はくさん             | 1990年7月9日     | 1990年7月9日       | 白山町、佐江戸町                   | （同左）                 |
| 白山二丁目           | はくさん             | 1990年7月9日     | 1990年7月9日       | 白山町、鴨居5                      | （同左）                 |
| 白山三丁目           | はくさん             | 1990年7月9日     | 1990年7月9日       | 白山町、上山町                     | （同左）                 |
| 白山四丁目           | はくさん             | 1990年7月9日     | 1990年7月9日       | 白山町、旭区白根町                 | （同左）                 |
| 上山一丁目           | かみやま             | 2001年10月22日   | 2001年10月22日     | 上山町、中山町                     | （同左）                 |
| 上山二丁目           | かみやま             | 2001年10月22日   | 2001年10月22日     | 上山町、中山町                     | （同左）                 |
| 上山三丁目           | かみやま             | 2001年10月22日   | 2001年10月22日     | 上山町、寺山町                     | （同左）                 |
| 中山一丁目           | なかやま             | 2018年10月22日   | 2018年10月22日     |                                    |                          |
| 中山二丁目           | なかやま             | 2018年10月22日   | 2018年10月22日     |                                    |                          |
| 中山三丁目           | なかやま             | 2018年10月22日   | 2018年10月22日     |                                    |                          |
| 中山四丁目           | なかやま             | 2018年10月22日   | 2018年10月22日     |                                    |                          |
| 中山五丁目           | なかやま             | 2019年10月21日   | 2019年10月21日     |                                    |                          |
| 中山六丁目           | なかやま             | 2019年10月21日   | 2019年10月21日     |                                    |                          |
| 寺山町               | てらやまちょう       | 1939年4月1日     | 未実施             |                                    |                          |
| 台村町               | だいむらちょう       | 1939年4月1日     | 未実施             |                                    |                          |
| 新治町               | にいはるちょう       | 1939年4月1日     | 未実施             |                                    |                          |
| 三保町               | みほちょう           | 1939年4月1日     | 未実施             |                                    |                          |
| 青砥町               | あおとちょう         | 1939年4月1日     | 未実施             |                                    |                          |
| 小山町               | こやまちょう         | 1939年4月1日     | 未実施             |                                    |                          |
| 十日市場町           | とおかいちばちょう   | 1939年4月1日     | 未実施             |                                    |                          |
| 霧が丘一丁目         | きりがおか           | 1981年3月21日    | 未実施             | 十日市場町、新治町                 |                          |
| 霧が丘二丁目         | きりがおか           | 1981年3月21日    | 未実施             | 十日市場町、長津田町               |                          |
| 霧が丘三丁目         | きりがおか           | 1981年3月21日    | 未実施             | 十日市場町                         |                          |
| 霧が丘四丁目         | きりがおか           | 1981年3月21日    | 未実施             | 十日市場町、新治町、三保町         |                          |
| 霧が丘五丁目         | きりがおか           | 1981年3月21日    | 未実施             | 十日市場町                         |                          |
| 霧が丘六丁目         | きりがおか           | 1981年3月21日    | 未実施             | 十日市場町、長津田町               |                          |
| 長津田町             | ながつたちょう       | 1939年4月1日     | 未実施             |                                    |                          |
| 長津田一丁目         | ながつた             | 1982年7月19日    | 1982年7月19日      | 長津田町                           | （同左）                 |
| 長津田二丁目         | ながつた             | 1982年7月19日    | 1982年7月19日      | 長津田町、恩田町                   | （同左）                 |
| 長津田三丁目         | ながつた             | 1982年7月19日    | 1982年7月19日      | 長津田町、恩田町                   | （同左）                 |
| 長津田四丁目         | ながつた             | 1982年7月19日    | 1982年7月19日      | 長津田町                           | （同左）                 |
| 長津田五丁目         | ながつた             | 1982年7月19日    | 1982年7月19日      | 長津田町                           | （同左）                 |
| 長津田六丁目         | ながつた             | 1982年7月19日    | 1982年7月19日      | 長津田町                           | （同左）                 |
| 長津田七丁目         | ながつた             | 1982年7月19日    | 1982年7月19日      | 長津田町                           | （同左）                 |
| いぶき野             | いぶきの             | 1973年4月6日     | 未実施             | 長津田町                           |                          |
| 北八朔町             | きたはっさくちょう   | 1939年4月1日     | 未実施             |                                    |                          |
| 西八朔町             | にしはっさくちょう   | 1939年4月1日     | 未実施             |                                    |                          |
| 鴨居一丁目           | かもい               | 1985年7月22日    | 1985年7月22日      | 鴨居町、東本郷町、池辺町、佐江戸町 | （同左）                 |
| 鴨居二丁目           | かもい               | 1985年7月22日    | 1985年7月22日      | 鴨居町、東本郷町                   | （同左）                 |
| 鴨居三丁目           | かもい               | 1985年7月22日    | 1985年7月22日      | 鴨居町、神奈川区菅田町             | （同左）                 |
| 鴨居四丁目           | かもい               | 1985年7月22日    | 1985年7月22日      | 鴨居町                             | （同左）                 |
| 鴨居五丁目           | かもい               | 1985年7月22日    | 1985年7月22日      | 鴨居町、白山町                     | （同左）                 |
| 鴨居六丁目           | かもい               | 1985年7月22日    | 1985年7月22日      | 鴨居町                             | （同左）                 |
| 鴨居七丁目           | かもい               | 1985年7月22日    | 1985年7月22日      | 鴨居町                             | （同左）                 |
| 森の台               | もりのだい           | 1998年2月16日    | 1998年2月16日      | 台村町、寺山町                     | （同左）                 |

1. 1 2 3 4 5 6 7 8 9 10 11 12 13 14 15 16 17 18  町名地番整理実施区域

## 地域

### 都市基盤
- 都市計画道路 - 都市計画道路整備率は低位。渋滞解消や住宅地迂回車抑制に向けた幹線道路網の整備が求められている。
- 鉄道 - JR横浜線により区内南北が分断されている。交差路は踏切の箇所が多く、JR横浜線の沿線でもっとも踏切密度の高い地域の一つ。立体交差化による区内一体化や移動安全性の確保が課題となっている。
- 駅周辺整備 - 旧来からの駅前繁華街におけるバスターミナルや道路が狭隘であり、交通循環性確保、歩行者保護、防災性向上の側面から、計画的な再整備が必要とされる。

## 住宅

### 住宅団地
- UR 十日市場団地：旧住都公団神奈川
- 市営住宅 上の原グリーンハイツ
- 市営住宅 長津田スカイハイツ
- 市営住宅 十日市場ヒルタウン
- 市営住宅 十日市場第二
- 市営住宅 十日市場駅前
- 市営住宅 メルクマール敬愛
- 市営住宅 北八朔
- 市営住宅 谷津田原第二
- 市営住宅 谷津田原ハイツ
- 県営東本郷団地（東本郷4丁目）
- 県営ハイム三保（三保町）
- グランメール小嶋（北八朔町1982番地1  県営借上公共賃貸住宅）
- 県営長津田第一団地（長津田みなみ台）
- 長津田 住宅団地：市営住宅長津田スカイハイツ; 県営長津田団地（御前田県営住宅）; 神奈川県住宅供給公社長津田団地; 県公社南長津田団地; 県公社東向地団地他
- 県公社 竹山団地

## 行政

### 区長
佐藤康博（2023年4月1日 - ）

### 歴代区長
熊倉利男（2005年4月1日 - 2007年3月31日）
牧野和敏（2007年4月1日 - 2009年3月31日）
津田祐孝（2009年4月1日 - 2013年3月31日）
名取正彦（2013年4月1日 - 2017年3月31日）
小野崎信之（2017年4月1日 - 2020年3月31日）
岡田展生（2020年4月1日 - 2023年3月31日）

### 県の機関
- 神奈川県緑警察署
  - 霧ヶ丘交番
  - 鴨居駅前交番
  - 十日市場駅前交番
  - 長津田駅前交番
  - 中山駅前交番
  - 北八朔町交番
- 神奈川県横浜川崎地区農政事務所
- 神奈川県農業技術センター横浜川崎地区事務所
- 神奈川県県央家畜保健衛生所東部出張所

### 市の機関
- 横浜市緑消防署
  - 十日市場消防出張所
  - 長津田消防出張所
  - 鴨居消防出張所
  - 白山消防出張所

## 区の歌

### 緑区の歌
- 題名：緑区、この街が好き
- 作詞：大木類
- 作曲：山本譲二
- 編曲：槌田靖識

### 緑区音頭
- 題名：緑区音頭
- 作詞：宮沢功
- 作曲：山本譲二
- 編曲：槌田靖識

## 経済
- 主な産業 - 農業・工業
  - 農業 - 鶴見川・恩田川合流点から上流の川沿いで盛ん。恩田川沿いは水田、谷本川沿いは「浜なし」ブランドの梨畑が広がる。
  - 工業 - 鴨居駅近辺から中山駅近辺にかけて工業施設が集まっており、トステムの工場や、白山ハイテクパークという研究開発施設の集積地（ジャーマンインダストリーセンター、村田製作所、JVCケンウッドなど）が所在する。
  - 商業 - 区内の駅前に集中している。なお西部は環状4号線周辺を軸としてショッピングセンターの進出が相次いでいる。
  - また、『絵のあるスポット みどり』などの住宅街に隠れたスポットも所在する。

### 商業施設
おもな大店法届出店舗
- カエデウォーク長津田
- オーケー 長津田店
- スーパービバホーム 長津田店
- 相鉄ローゼン 十日市場店
- イオンフードスタイル 鴨居店
- ダイエー 十日市場店
- 中山 とうきゅう
- マルエツ 長津田店
- マルエツ 中山店
- ヤマダデンキ テックランド上山店
- コープかながわ 竹山店

## 教育

### 大学
- 昭和医科大学 横浜キャンパス
- 東京科学大学 すずかけ台キャンパス
- 東洋英和女学院大学
- 横浜商科大学 みどりキャンパス
- 横浜創英大学

### 高等学校
- 神奈川県立霧が丘高等学校
- 神奈川県立白山高等学校

### 中学校
- 横浜市立鴨居中学校
- 横浜市立田奈中学校
- 横浜市立十日市場中学校
- 横浜市立中山中学校
- 横浜市立東鴨居中学校
- 私立星槎中学校

### 中高一貫校
- 神奈川大学附属中・高等学校
- 森村学園中等部・高等部
- 横浜翠陵中学校・高等学校

### 小学校
- 横浜市立いぶき野小学校
- 横浜市立上山小学校
- 横浜市立鴨居小学校
- 横浜市立竹山小学校
- 横浜市立十日市場小学校
- 横浜市立長津田小学校
- 横浜市立長津田第二小学校
- 横浜市立中山小学校
- 横浜市立新治小学校
- 横浜市立東本郷小学校
- 横浜市立緑小学校
- 横浜市立三保小学校
- 横浜市立森の台小学校
- 横浜市立山下小学校
- 横浜市立山下みどり台小学校

### 義務教育学校
- 横浜市立義務教育学校霧が丘学園

### 特別支援学校
- 神奈川県立みどり支援学校
- 横浜市立新治特別支援学校

### 文部科学省認可外の教育施設
- イムマヌエル聖宣神学院

## 交通

### 鉄道路線
東日本旅客鉄道（JR東日本）
 横浜線
- - 鴨居駅 - 中山駅 - 十日市場駅 - 長津田駅 -

東急電鉄
 田園都市線
- - 長津田駅 -

 こどもの国線
- 長津田駅 -

横浜市営地下鉄
 グリーンライン
- 中山駅 -

### 路線バス
- 横浜市営バス
  - 緑営業所（横浜交通開発緑営業所）
- 神奈川中央交通[注釈 3]
- 東急バス
- 相鉄バス

### 高速バス
- 杉崎高速バス - 長津田駅北口バス停が所在[1]。

### 道路
高速国道
- 東名高速道路

- 横浜町田インターチェンジ - 港北パーキングエリア -
- 首都高速神奈川7号横浜北西線

一般国道
- 国道246号
- 国道16号

主要地方道（県道）
- 神奈川県道45号丸子中山茅ヶ崎線

一般県道
- 神奈川県道109号青砥上星川線
- 神奈川県道139号真光寺長津田線
- 神奈川県道140号川崎町田線

幹線市道
- 環状4号線
- 都市計画道路山下長津田線

## 名所・旧跡・観光スポット・祭事・催事

### 公園
- 神奈川県立四季の森公園
- 横浜動物の森公園
  - 植物園および動物園（ズーラシア）の一部が緑区
- 三保市民の森
- 新治市民の森
- 鴨居原市民の森

## 出身有名人
- ichi-low - ドラマー（Yum!Yum!ORANGE）
- 井上正大 - 俳優
- 大貫亜美 - 歌手（PUFFY）
- 北原雅彦 - ミュージシャン（東京スカパラダイスオーケストラメンバー）
- 荒篤山太郎 - 大相撲力士
- 斉藤慶太 - 俳優
- 斉藤祥太 - 俳優
- Saku - シンガーソングライター
- 柴戸海 - プロサッカー選手
- 館澤亨次 - 陸上競技選手
- テイ・トウワ - ミュージシャン
- ミッツ・マングローブ - 女装芸人
- 三星マナミ - 元プロスキーヤー、ママアスリートネットワーク（MAN）代表理事
- 望月直樹 - 元プロボクサー
- LAS BOi - ラッパー